# Vaterpolo na Mediteranskim igrama 1993.
Vaterpolski turnir na MI 1993. održavao se u Languedoc-Roussillonu u Francuskoj. To su prve MI na kojima je nastupila Hrvatska. Naslov je treći put uzastopno osvojila Italija.

## Konačni poredak
| Mj. | Država     |
| --- | ---------- |
| 1.  | Italija    |
| 2.  | Hrvatska   |
| 3.  | Grčka      |
| 4.  | Španjolska |
| 5.  | Francuska  |

| Pobjednici           |
| -------------------- |
| Italija Šesti naslov |